# Andrea Baldini
Andrea Baldini (ur. 19 grudnia 1985 w Livorno) – włoski florecista, złoty medalista olimpijski, wielokrotny medalista mistrzostw świata i Europy.
Na igrzyskach olimpijskich w Londynie w 2012 roku reprezentacja Włoch w składzie: Valerio Aspromonte, Giorgio Avola, Andrea Baldini i Andrea Cassarà zdobyła złoty medal w zawodach drużynowych. Na tej samej imprezie był też czwarty indywidualnie, przegrywając walkę o brązowy medal z Koreańczykiem Choi Byung-chulem 14:15. Podczas rozgrywanych cztery lata później igrzysk w Rio de Janeiro był czwarty drużynowo.
Podczas mistrzostw świata w Lipsku w 2005 roku zdobył drużynowo srebrny medal. W tej samej konkurencji Włosi z Baldinim w składzie zdobyli też złote medale na mistrzostwach świata w Pekinie (2008), mistrzostwach świata w Antalyi (2009), mistrzostwach świata w Budapeszcie (2013) i mistrzostwach świata w Moskwie (2015), srebrny podczas mistrzostw świata w Paryżu (2010) oraz brązowe na mistrzostwach świata w Turynie (2006) i mistrzostwach świata w Kazaniu (2014). Na mistrzostwach świata w Antalyi (2009) zwyciężył w rywalizacji indywidualnej, pokonując w finale Chińczyka Zhu Juna. W zawodach indywidualnych wywalczył również srebrne medale na mistrzostwach świata w Turynie w 2006 roku i mistrzostwach świata w Petersburgu rok później, w obu przypadkach przegrywając w finałach z Niemcem Peterem Joppichem.
Wielokrotnie zdobywał medale mistrzostw Europy, w tym złote drużynowo na mistrzostwach Europy w Zalaegerszeg (2005), mistrzostwach Europy w Płowdiwie (2009), mistrzostwach Europy w Lipsku (2010), mistrzostwach Europy w Sheffield (2011) i mistrzostwach Europy w Legnano (2012). Ponadto zwyciężał też w turnieju indywidualnym podczas mistrzostw Europy w Gandawie (2007), mistrzostw Europy w Płowdiwie (2009) oraz mistrzostw Europy w Lipsku (2010).
W 2008 roku został przyłapany na stosowaniu dopingu, za co został zawieszony na pół roku.